# Oxide Games
Oxide Games est un développeur de jeux vidéo américain basé à Lutherville-Timonium, Maryland. Le studio a été fondé en janvier 2013 par Brad Wardell et les anciens employés de Firaxis Dan Baker, Marc Meyer, Brian Wade et Tim Kipp. 

## Histoire
Oxide Games se concentre principalement sur les jeux et les moteurs de jeu pour ordinateur personnel (PC) et les Xbox Series,. Initialement fondé pour développer un moteur de jeu de nouvelle génération et des jeux pour utiliser celui-ci, le studio a développé le Nitrous pour tirer parti des nouvelles interfaces de programmation (API) graphiques qui permettaient à plusieurs cœurs de processeur d'accéder simultanément au GPU, tels que DirectX 12 et Mantle (API). 
La première sortie du studio avec sa nouvelle technologie Nitrous est montrée sous la forme de Star Swarm, une démonstration de milliers d'entités en 3D à l'écran pour démontrer le potentiel d'un rendu multicœur et d'un système de tâches. 
En 2016, le premier jeu du studio est publié par Stardock, Ashes of the Singularity. C'était le premier jeu à utiliser DirectX 12 après en avoir rendu une version pré-bêta disponible comme référence pour la nouvelle API. 
Les fondateurs du studio ont aidé à contribuer à High-Level Shader Language (HLSL) et ont travaillé sur plusieurs titres notables, notamment Civilization ,  Command and Conquer et Galactic Civilizations. 
Le 12 juin 2022, dans le cadre du Xbox & Bethesda Games Showcase 2022, Oxide a annoncé Ara : History Untold.  Ce sera un jeu 4X comparable à la série de jeux Civilization sur laquelle de nombreux membres de l'équipe Oxide Games ont travaillé avant la formation du studio. 

## Jeux développés
| Année | Titre                    | Platforme(s)      |
| ----- | ------------------------ | ----------------- |
| 2016  | Ashes of the Singularity | Microsoft Windows |
| 2024  | Ara: History Untold      | Microsoft Windows |

## Nitrous Engine
Nitrous Engine est le logiciel du moteur de jeu propriétaire utilisé dans le développement des produits Oxide Games. Il utilise la puissance de la technologie exclusive SWARM (Simultaneous Work and Rendering Model) pour atteindre des performances incroyables sur du matériel informatique multicœur moderne. SWARM permet à Nitrous de faire des choses auparavant considérées comme impossibles dans le rendu 3D en temps réel, comme l'éclairage de l'espace d'objet qui est une technique utilisée dans l'industrie cinématographique, et d'avoir des milliers d'unités individuelles uniques à l'écran à la fois. 
En 2016, Oxide et Dan Baker faisaient partie de la première démo technologique majeure pour DX12 avec Brian Langley, responsable DirectX 12 de Microsoft et Max McMullen, responsable principal de Microsoft pour Direct3D. 
En avril 2020, AMD et Oxide Games ont annoncé un partenariat pluriannuel pour co-développer des technologies graphiques pour le marché en pleine croissance du cloud gaming. Les entreprises prévoient de créer un ensemble robuste d'outils et de technologies pour le rendu du cloud, conçu dès le départ pour répondre aux exigences en temps réel des jeux basés sur le cloud.
Le moteur Nitrous a été utilisé par Stardock sur un certain nombre de jeux, dont Star Control : Origins et Siege of Centauri. 

## Distinctions
En 2020, le studio a été reconnu par The Baltimore Sun comme l'un des meilleurs petits employeurs de Baltimore sur cette l'année. 